# Sobeslao I di Boemia

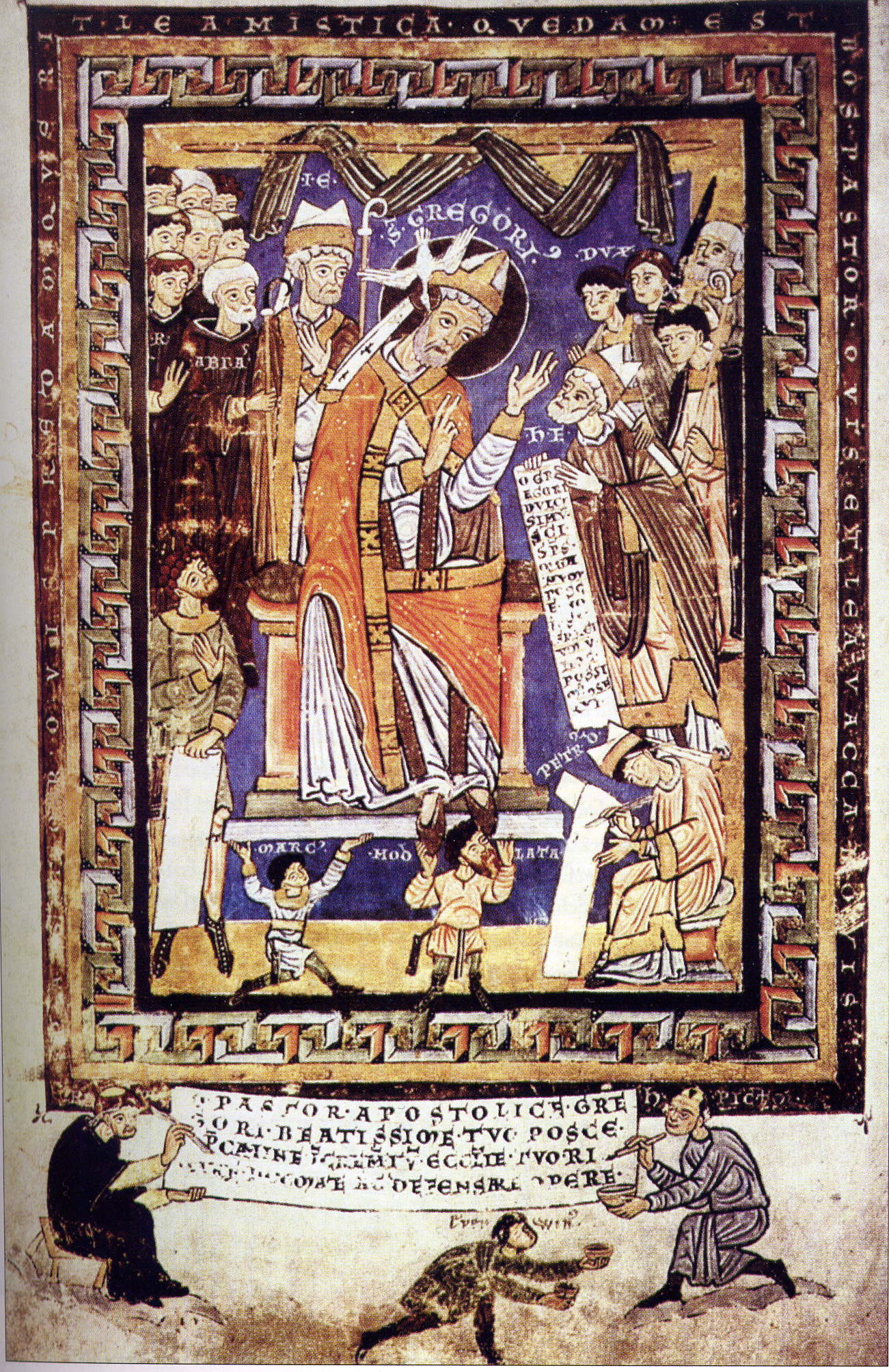
Sobeslao I (dux) sul foglio di dedica dellHorologium Olomucense, 1136.

Sobeslao I, in ceco Soběslav, (Praga, dopo il 1068 – Hostin Hradec, 14 febbraio 1140) fu duca di Boemia della dinastia dei Přemyslidi dal 1125 alla morte.

## Biografia

### Principe boemo
Sobeslao fu il figlio più giovane del primo re boemo Vratislao II e di Swatawa di Polonia. Le prime notizie di Sobeslao risalgono all'anno 1107, quando fu esiliato con il fratello maggiore e duca Bořivoj II, il quale era stato spodestato da Svatopluk il Leone; i due trovarono quindi rifugio presso il duca polacco Boleslao III Boccatorta, loro cugino materno. Dopo che Svatopluk fu ucciso a tradimento da una membro dei Vršovci nel corso dell'assedio di Głogów nel 1109, i tentativi di Bořivoj II di riconquistare il trono boemo fallirono. Nella successiva guerra fratricida, prevalse il fratello minore di Bořivoj II, Vladislao I, sostenuto dal re Enrico V di Franconia. Nel 1111, tuttavia, Sobeslao ricevette il controllo dei territori di Saaz (Žatec). Nel 1115 i fratelli giunsero ad un accordo, e Sobeslao ottenne il dominio su Königgrätz (Hradec Králové), oltre che, nello stesso anno, le zone intorno a Brünn (Brněnsko) e Znaim (Znojmo). Nel 1123 le dispute tra i fratelli si riaccesero e Sobeslao fu spogliato di tutte le sue terre e dovette lasciare nuovamente il paese.

### L'ascesa al trono
Un anno dopo suo fratello si ammalò e, unico erede rimasto, sua madre Swatawa lo richiamò. I fratelli arrivarono a un accordo e Vladislao scelse Sobeslao come suo successore. Vladislao morì nel 1125. Tuttavia, Sobeslao dovette immediatamente combattere per il trono contro Ottone II il Nero di Moravia, fratello minore di Svatopluk il Leone, il quale rivendicò il trono di Boemia ottenendo non solo il sostegno della vedova di Vladislao I, Richeza di Berg, ma anche del re tedesco Lotario II di Supplinburgo. Sobeslao divenne quindi un avversario della monarchia tedesca per tutto il suo regno e iniziò ad usare la divisività dell'elezione del re Lotario nel 1125 contro il rivale duca Federico II di Svevia per promuovere l'indipendenza della Boemia.
Quando Sobeslao rimosse Ottone II dalle sue terre morave, Lotario II agì e nel 1126 marciò in Boemia con un esercito. Il 18 febbraio 1126 ebbe luogo la seconda battaglia Chlumec, in cui Sobeslao vinse nettamente. Ottone II il Nero venne ucciso in battaglia e il re Lotario II venne intrappolato con il resto del suo esercito e costretto a negoziare. Sobeslao si fece quindi infeudare la Boemia da Lotario II, e seguirono anni di pace.

### Il regno
L'era di Sobeslao I fu caratterizzata da una graduale stabilizzazione della Boemia, che aveva sofferto di ripetuti conflitti all'interno della dinastia regnante negli oltre cento anni precedenti. Sobeslao fece costruire castelli e fortezze. Già sotto il suo predecessore Vladislao I, si ebbe, con il vescovo di Olomouc Jindřich Zdík, un'ondata di fondazione di nuovi monasteri dei Premostratensi e Cistercensi.
Sobeslao governava con il pugno di ferro, soprattutto contro la sua stessa stirpe dei Přemyslidi, che nel frattempo si ramificava e rivendicava il potere sulle terre boeme. Ad esempio, nel 1126 fece imprigionare nel castello di Dohna Bretislao, figlio del duca Bretislao II, e nel 1128 Corrado Lutold, duca di Znaim (Znojmo): il primo congiurò per il trono boemo, richiamandosi al principio dell'anzianità agnatizia, con l'appoggio dei duchi moravi Corrado II di Znojmo e Vratislao II di Brno, così come del partito ecclesiastico sotto il vescovo di Praga Meinardo. Nel giugno 1130, la cospirazione fu scoperta e sventata con molto spargimento di sangue. I duchi sopravvissero e continuarono a governare, ma Bretislao fu accecato. Questo approccio, ma anche l'estinzione naturale della linea morava dei Přemyslidi, portò la Boemia a stabilizzarsi come una confederazione coesa di governanti a metà del XII secolo. All'ascesa di suo cognato, il re Bela II d'Ungheria nel 1131, rimase invischiato in un conflitto armato con il duca e cugino materno Boleslao III di Polonia (che in precedenza lo aveva accolto alla sua corte mentre era in esilio), che invece sosteneva il rivale di Bela, Boris Kalamanos.
Sebbene la Moravia rimase un margraviato indipendente, da questo momento in poi il esso fu solitamente retto da un Přemyslide di Praga. Inoltre, nei travagliati decenni precedenti, l'influenza della nobiltà e dell'impero era cresciuta, così che la Boemia sotto Sobeslao I e i suoi successori divenne una parte stabile e potente dell'impero con una forte classe nobiliare. Questo sviluppo trovò la sua espressione nella concessione della dignità reale al nipote e successore di Sobeslao, Vladislao II. La nuova colonizzazione tedesca ad est sotto il regno dell'imperatore Lotario, che sarebbe durato fino al XIV secolo, favorì la penetrazione culturale tedesca in forma pacifica anche nelle terre boeme sotto Sobeslao e oltre, soprattutto attraverso la fondazione di città di diritto tedesco.
Corrado III di Hohenstaufen, eletto re dei Romani nel 1138, cercò di modificare le relazioni tra i troni di Boemia e Germania. Alla dieta di Bamberga dello stesso anno, conferì a Sobeslao la dignità ereditaria di coppiere del Sacro Romano Impero e la promessa di infeudare della Boemia il figlio maggiore di Sobeslao, Vladislao, alla sua morte. Quest'ultima promessa venne poi disattesa.
Sobeslao contrasse una malattia mortale nel 1139 nella sua fattoria di Chvojna nella Boemia orientale e fu portato al castello di Hostin Hradec nel Natale del 1139, dove morì sul suo letto di morte il 14 febbraio 1140. Dopo la morte del duca, la nobiltà boema rafforzata non scelse come successore Vladislao ma il nipote di Sobeslao, Vladislao II. Venne sepolto nella basilica di San Pietro e Paolo nel castello di Vyšehrad di Praga.

## Matrimonio e figli
Sobeslao I si sposò con Adelaide, figlia di Álmos d'Ungheria (Almuš Uherský) della stirpe degli Arpadi, dalla quale ebbe i seguenti figli:
- Vladislao, che sposò una figlia dal nome sconosciuto di Alberto l'Orso, della stirpe degli Ascanidi, e di Sofia di Winzenburg;
- Sobeslao II di Boemia;
- Ulrico/Oldřich II di Moravia;
- Maria, che sposò il margravio Leopoldo IV della stirpe Babenberg, e successivamente il margravio Ermanno III di Baden;
- Venceslao II.

## Ascendenza
|                          |                         |                       | Genitori                |  |  | Nonni |  |  | Bisnonni         |  |  | Trisnonni             |  |
|                          |                         |                       |                         |  |  |       |  |  | Ulrico di Boemia |  |  | Boleslao II di Boemia |  |
|                          |                         |                       |                         |  |  |       |  |  | Ulrico di Boemia |  |  | Boleslao II di Boemia |  |
|                          |                         | …                     |                         |  |  |       |  |  | Ulrico di Boemia |  |  |                       |  |
| Bretislao I di Boemia    |                         |                       |                         |  |  |       |  |  | Ulrico di Boemia |  |  |                       |  |
|                          |                         | Božena di Boemia      | …                       |  |  |       |  |  |                  |  |  |                       |  |
|                          |                         | Božena di Boemia      | …                       |  |  |       |  |  |                  |  |  |                       |  |
|                          |                         | Božena di Boemia      | …                       |  |  |       |  |  |                  |  |  |                       |  |
| Vratislao II di Boemia   |                         | Božena di Boemia      |                         |  |  |       |  |  |                  |  |  |                       |  |
|                          |                         | Enrico di Schweinfurt | Bertoldo di Schweinfurt |  |  |       |  |  |                  |  |  |                       |  |
|                          |                         | Enrico di Schweinfurt | Bertoldo di Schweinfurt |  |  |       |  |  |                  |  |  |                       |  |
|                          |                         | Enrico di Schweinfurt | Eilika di Walbeck       |  |  |       |  |  |                  |  |  |                       |  |
| Giuditta di Schweinfurt  |                         | Enrico di Schweinfurt |                         |  |  |       |  |  |                  |  |  |                       |  |
|                          |                         | Gerberga di Gleiberg  | Eriberto di Wetterau    |  |  |       |  |  |                  |  |  |                       |  |
|                          |                         | Gerberga di Gleiberg  | Eriberto di Wetterau    |  |  |       |  |  |                  |  |  |                       |  |
|                          |                         | Gerberga di Gleiberg  | Irmtrud di Avalgau      |  |  |       |  |  |                  |  |  |                       |  |
| Sobeslao I di Boemia     |                         | Gerberga di Gleiberg  |                         |  |  |       |  |  |                  |  |  |                       |  |
|                          | Miecislao II di Polonia | Boleslao I di Polonia |                         |  |  |       |  |  |                  |  |  |                       |  |
|                          | Miecislao II di Polonia | Boleslao I di Polonia |                         |  |  |       |  |  |                  |  |  |                       |  |
|                          | Miecislao II di Polonia | Emnilda di Lusazia    |                         |  |  |       |  |  |                  |  |  |                       |  |
| Casimiro I di Polonia    | Miecislao II di Polonia |                       |                         |  |  |       |  |  |                  |  |  |                       |  |
|                          |                         | Richeza di Lotaringia | Azzo di Lotaringia      |  |  |       |  |  |                  |  |  |                       |  |
|                          |                         | Richeza di Lotaringia | Azzo di Lotaringia      |  |  |       |  |  |                  |  |  |                       |  |
|                          |                         | Richeza di Lotaringia | Matilde di Germania     |  |  |       |  |  |                  |  |  |                       |  |
| Świętosława di Polonia   |                         | Richeza di Lotaringia |                         |  |  |       |  |  |                  |  |  |                       |  |
|                          |                         | Vladimir I di Kiev    | Svjatoslav I di Kiev    |  |  |       |  |  |                  |  |  |                       |  |
|                          |                         | Vladimir I di Kiev    | Svjatoslav I di Kiev    |  |  |       |  |  |                  |  |  |                       |  |
|                          |                         | Vladimir I di Kiev    | Maluša                  |  |  |       |  |  |                  |  |  |                       |  |
| Maria Dobroniega di Kiev |                         | Vladimir I di Kiev    |                         |  |  |       |  |  |                  |  |  |                       |  |
|                          |                         | …                     | …                       |  |  |       |  |  |                  |  |  |                       |  |
|                          |                         | …                     | …                       |  |  |       |  |  |                  |  |  |                       |  |
|                          |                         | …                     | …                       |  |  |       |  |  |                  |  |  |                       |  |
|                          |                         | …                     |                         |  |  |       |  |  |                  |  |  |                       |  |